# Парк Еспланади
Парк Еспланади (фін. Esplanadi, швед. Esplanaden) — еспланада та міський парк у центрі Гельсінкі (район Каартінкаупункі), Фінляндія, розташована між площею Ероттая та Ринковою площею. Обмежена з півночі та півдня вулицями Похьоїсеспланаді  (Північна Еспланади) та Етеляєспланаді (Південна Еспланаді) відповідно. Алексантерінкату проходить паралельно з Еспланаді.
Розроблений архітектором Карлом Людвігом Енгелем, парк було відкрито в 1818 році.
На східному кінці парку розташовано ресторан Каппелі, який відкрився в 1867 році. Перед рестораном знаходиться відкритий майданчик, на якому проводяться численні виступи живої музики. Центром парку є статуя Югана Людвіга Рунеберга виконана його сином Валтером Рунебергом. Інші твори мистецтва створені Віктором Янссоном та Гуннаром Фінне.

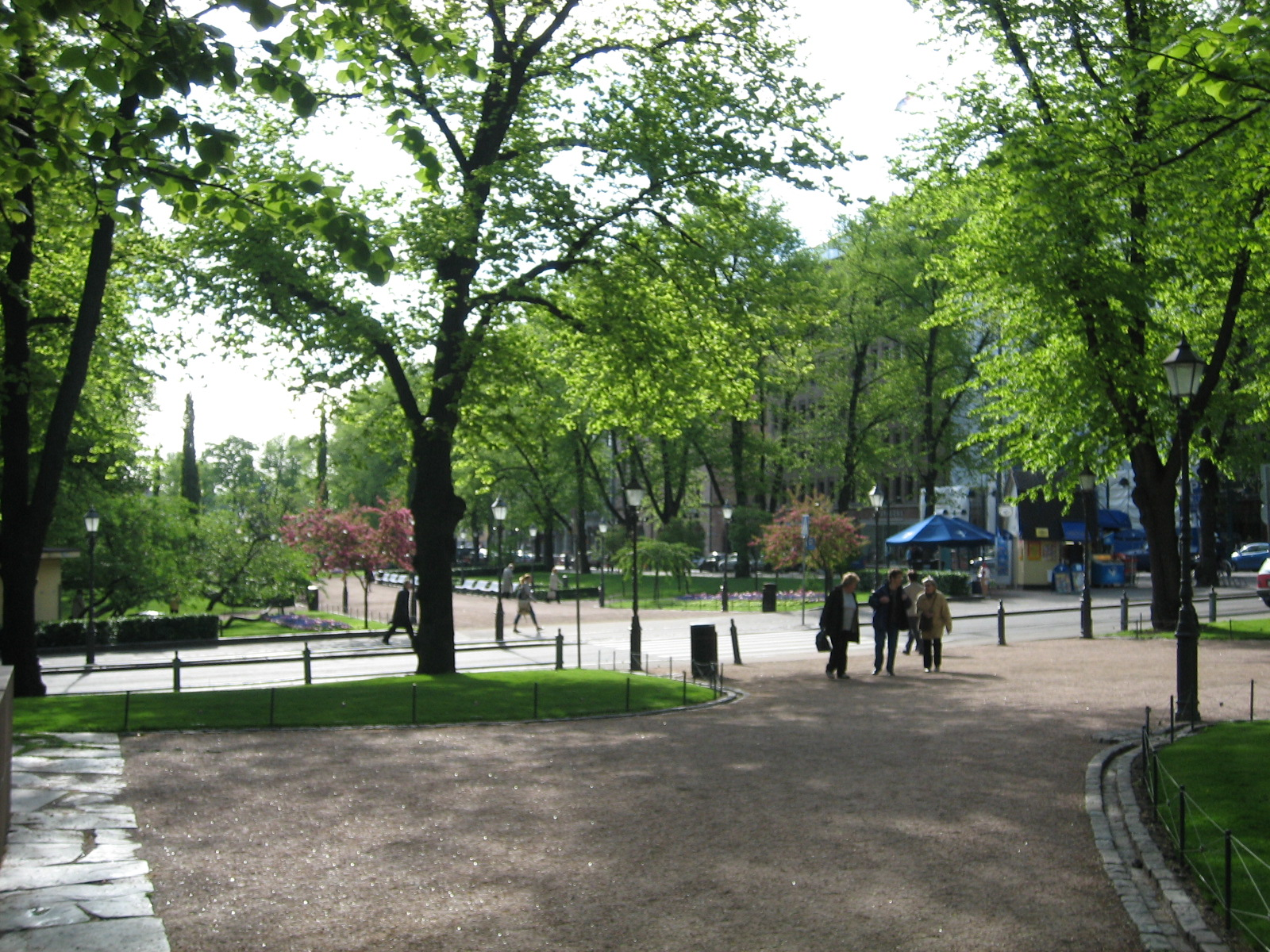
Парк Еспланади влітку